# Shameless (sèrie de televisió de 2004)
Shameless és una sèrie de televisió britànica produïda per Company Pictures per a la cadena Channel 4 i creada per Paul Abbott. La sèrie va guanyar diversos premis BAFTA i va rebre crítiques positives en diversos mitjans britànics, com el diari The Sun i Newsnight Review de la BBC Two. Les emissions de Shameless van començar el 13 de gener de 2004, i la sèrie va finalitzar el 28 de maig de 2013, després d'onze temporades emeses. A partir de la versió britànica, es va començar a emetre un remake estatunidenc el 2011 amb el mateix títol, de la que es van emetre onze temporades, finalitzant en 2021.
La sèrie és una comèdia dramàtica que narra la història d'una família de classe treballadora a Manchester. Els principals personatges són Frank Gallagher, un aturat alcohòlic però espavilat, i la seva nombrosa i disfuncional família. La sèrie ha estat parcialment doblada al català per Televisió de Catalunya, que l'estrenà l'any 2012 al Canal 3XL i l'emeté fins a mitjans de la 4a temporada; les emissions van ser interrompudes amb la clausura del canal.